# Cacomantis
Cacomantis è un genere di uccelli cuculiformi della famiglia Cuculidae.

## Tassonomia
Questo genere comprende 10 specie:
- Cacomantis pallidus (Latham, 1801) - cuculo pallido
- Cacomantis leucolophus (Müller, 1840) - koel corona bianca
- Cacomantis castaneiventris (Gould, 1867) - cuculo pettocastano
- Cacomantis flabelliformis (Latham, 1801) - cuculo dalla coda a ventaglio
- Cacomantis sonneratii (Latham, 1790) - cuculo baio
- Cacomantis merulinus (Scopoli, 1786) - cuculo lamentoso
- Cacomantis passerinus (Vahl, 1797) - cuculo panciagrigia
- Cacomantis variolosus (Vigors & Horsfield, 1827) - cuculo di macchia
- Cacomantis sepulcralis (Müller, 1843) - cuculo indonesiano
- Cacomantis aeruginosus Salvadori, 1878 - cuculo di Heinrich o cuculo delle Molucche